# 76 هـ
76 هـ هي سنة في التقويم الهجري امتدت مقابلةً في التقويم الميلادي بين سنتي 695 و696.

## مواليد
- محمد بن عبد الرحمن بن أبي ليلى

## وفيات
- مجاعة بن سعر التميمي
- سليم بن قيس
- صالح بن مسرح التميمي
- محمد بن موسى بن طلحة